# Vyšný Čaj
Vyšný Čaj és un poble i municipi d'Eslovàquia. Es troba a la regió de Košice, a l'est del país.

## Història
La primera referència escrita de la vila data del 1335.

## Demografia
| Godina             | 1994 | 2004    | 2014   | 2024   |
| ------------------ | ---- | ------- | ------ | ------ |
| Nombre de persones | 269  | 301     | 295    | 317    |
| Diferència         |      | +11,89% | −1,99% | +7,45% |

| Godina             | 2023 | 2024   |
| ------------------ | ---- | ------ |
| Nombre de persones | 318  | 317    |
| Diferència         |      | −0,31% |